# 碳變 (小說)
《碳變》（英語：Altered Carbon）是一本2002年賽博朋克小說，由英國作家理查·K·摩根所寫。故事設定在未來每個人都植入了「暫存器」，可以把心智數位化、下載人格備份、植入至新軀殼，講述前特使軍團的精兵武·科瓦奇變成私家偵探，去調查一名富豪之死。本書的續集是《Broken Angels》和《Woken Furies》。
本書在2018年被改編成Netflix電視劇，也名為《碳變》。Dynamite Comics在2019年創作了圖像小說版。

## 反響
本書在2003年贏得菲利普·K·迪克紀念獎的最佳小說獎。

## 改編電視劇
2016年宣布改編成電視劇。Netflix已經訂了最初10集一季。第一季於2018年2月2日在Netflix上首播。